# Dolores Gorostiaga
María Dolores Gorostiaga Saiz (Vioño de Piélagos, 24 de febrero de 1957), conocida como Dolores o Lola Gorostiaga, es una política española del PSC-PSOE que entre 2015 y 2019 ejerció como presidenta del Parlamento de Cantabria, siendo la primera mujer en ocupar dicha posición. Anteriormente, entre 2003 y 2011, fue vicepresidenta, consejera y portavoz del Gobierno de Cantabria.

## Biografía
Nació el 24 de febrero de 1957, en la localidad de Vioño de Piélagos del municipio de Piélagos (Cantabria, España). Es licenciada en Filosofía y Letras, especialidad en historia moderna de España por la Universidad de Valladolid.
A lo largo de su carrera política, ha ocupado diversos cargos. Ha sido concejal del ayuntamiento de Piélagos de 1983 a 1997, diputada autonómica de 1991 a 1993, diputada nacional entre 1993 y 1996, senadora entre 1996 y 2000, periodo en el que fue secretaria cuarta de la Mesa del Senado.
Gorostiaga fue vicepresidenta del Gobierno de Cantabria desde junio de 2003 hasta junio de 2011. Entre 2003 y 2007 fue consejera de Relaciones Institucionales y Asuntos Europeos y entre 2007 y 2011 consejera de Empleo y Bienestar Social. Fue la secretaria general del PSC-PSOE entre el año 2000 y 2012. Entre 2011 y 2015, fue diputada del Grupo Socialista en el Parlamento de Cantabria, secretaria segunda de la Mesa del Parlamento de Cantabria y miembro de la comisión de Sanidad y Servicios Sociales y de la Diputación Permanente.
Desde el 18 de junio de 2015 hasta el 19 de junio de 2019, fue la presidenta del Parlamento de Cantabria.

## Cargos desempeñados
- Concejala en el Ayuntamiento de Piélagos (1983-1997).
- Diputada por Cantabria en el Congreso de los Diputados (1993-1996).
- Senadora por Cantabria (1996-2000).
- Secretaria cuarta del Senado (1996-2000).
- Secretaria general del PSC-PSOE (2000-2012).
- Diputada en el Parlamento de Cantabria (1991-1993, 2003-2019).
- Vicepresidenta y portavoz del Gobierno de Cantabria (2003-2011).
- Consejera de Relaciones Institucionales del Gobierno de Cantabria (2003-2007).
- Consejera de Empleo y Bienestar Social del Gobierno de Cantabria (2007-2011).
- Presidenta del Grupo Parlamentario Socialista en el Parlamento de Cantabria (2011-2012).
- Secretaria segunda del Parlamento de Cantabria (2011-2015).
- Portavoz de Sanidad y Servicios Sociales del PSC-PSOE en el Parlamento de Cantabria (2011-2015).
- Vocal de la Comisión Ejecutiva Federal del PSOE (2012-2014).
- Miembro del Comité Federal del PSOE (2014-2017).
- Presidenta del Parlamento de Cantabria (2015-2019).